# Matrix Revolutions
Matrix Revolutions (The Matrix Revolutions) è un film del 2003 scritto e diretto da Lana e Lilly Wachowski (nel film creditate come Andy e Larry Wachowski).
È il terzo film della serie di Matrix, uscito in contemporanea mondiale il 5 novembre 2003, alcuni mesi dopo Matrix Reloaded.

## Trama
La guerra tra esseri umani e macchine si fa sempre più pressante, e gli abitanti di Zion vengono chiamati a difendere in tutti i modi la città. I militari organizzano delle trappole per contrastare l'arrivo delle sentinelle nemiche e delle enormi trivelle, che facilitano l'avvicinamento e l'attacco a Zion e che, oramai, sono prossime a sfondare la cupola che sovrasta la città. Neo, che nel mondo reale è ancora privo di sensi, in Matrix si risveglia in un luogo isolato sia da Matrix che dal mondo reale, una sorta di limbo, creato e gestito totalmente dall'"Uomo del treno", personaggio fedele solo alla potente e antica entità di Matrix, nota come il Merovingio. Questo tratto appare come un tunnel di una metropolitana, da cui è impossibile fuggire da soli, e viene utilizzato per trasportare illegalmente programmi da Matrix al mondo reale delle macchine. Quando Neo tenta di salire sul treno con Satì (una bambina che altro non è che un programma esule di Matrix), viene aggredito dall'Uomo del Treno, che lo scaraventa contro il muro di questa stazione di fermata.
Successivamente Trinity e Morpheus vanno ad interrogare l'Oracolo, nel tentativo di riportare Neo in Matrix, e questa spiega ai due come stanno i fatti e li indirizza dal Merovingio, al cui cospetto vengono accompagnati da Seraph. La conversazione con il Merovingio non sembra essere fruttuosa; Trinity, contrariata, lo minaccia imponendogli di liberare l'uomo o moriranno tutti seduta stante. Il Merovingio, sotto la minaccia delle armi, li indirizza alla remota fermata della stazione, luogo in cui infine riescono a ritrovare Neo. Questi, prima di disconnettersi da Matrix e tornare al mondo reale, parla con l'Oracolo; essa gli confida che il programma Agente Smith in realtà esiste solo per "controbilanciare" la presenza dell'Eletto, egli è il suo doppio malvagio. Gli svela anche che ora i suoi poteri di Eletto trascendono Matrix estendendosi fino al mondo esterno, grazie al collegamento che egli ha instaurato con La Sorgente in seguito al suo incontro con L'Architetto. Prima di separarsi, l'Oracolo avverte Neo che Smith sta diventando sempre più potente e che ormai solo lui è in grado di fermare la sua avanzata, e che quella notte il destino del mondo delle macchine e degli uomini si troverà nelle mani di chi tra loro due risulterà vincitore. Quando Neo lascia l'edificio, un gruppo di cloni dell'Agente Smith entra nel locale e trasforma l'Oracolo in un altro clone, creando un Agente Smith dotato di tutti i poteri dell'Oracolo, tra i quali quelli della chiaroveggenza e della preveggenza. Lo stesso destino viene riservato a Satì e Seraph.
Neo, risvegliatosi, chiede che gli venga assegnata una nave per viaggiare alla ricerca della Città delle Macchine e poter così tentare un approccio diplomatico alla fine della guerra. Il capitano Niobe, sebbene non creda ancora nell'Eletto, concede a Neo l'uso della propria nave, la "Logos". Trinity accompagna Neo nel suo pericoloso viaggio. Niobe e gli altri, invece, si dirigono verso Zion, in un estremo tentativo di difendere la città. Solo dopo essere partiti scoprono che Bane è scomparso. Al momento di partire, Neo e Trinity vengono attaccati da Bane, che si rivela loro come l'Agente Smith. Durante il combattimento, Bane acceca permanentemente Neo con un cavo energetico arroventato. Tuttavia, Neo sviluppa il nuovo potere di "vedere mentalmente" l'energia intrinseca emessa dalle macchine nella realtà esterna a Matrix; in tal modo Neo vede Bane con l'aspetto interiore di Smith, ha la possibilità di uccidere il suo aggressore e di continuare il viaggio.
A Zion penetrano migliaia di "seppie" ed alcune gigantesche trivelle. La fanteria umana, a bordo di esoscheletri antropomorfi e pesantemente armati, ingaggia il combattimento coadiuvata da molti civili. Niobe riesce, infine, ad arrivare in città e a disattivare tutte le macchine nemiche, lanciando un impulso elettromagnetico. Tuttavia, questo impulso di energia lascia in avaria anche tutte le apparecchiature elettroniche di Zion, in particolare tutti i dispositivi elettronici associati alla difesa della darsena della città, che vengono distrutti: la situazione è davvero disperata. Neo, grazie alla sua nuova capacità, è in grado di seguire la strada per la Città delle Macchine. Lungo il percorso, a causa del gran numero di sentinelle, Trinity è costretta a far cabrare la nave ed a portarla ad una quota molto elevata, sopra alla coltre di nuvole nere perenni che copre la Terra, avendo così l'occasione di scorgere il cielo azzurro per la prima volta nella sua vita. Nella fase di ridiscesa verso terra, Trinity perde il controllo della nave e va a schiantarsi contro un'alta costruzione. Nell'impatto, la donna resta gravemente ferita e muore tra le braccia dell'amato.
Ormai rimasto solo, Neo incontra Deus Ex Machina, l'interfaccia centrale delle macchine, che si manifesta a lui come un enorme viso animato, costituito da migliaia di macchine in movimento sincronizzato con precisione. Neo propone alle macchine la fine delle ostilità e la pace con gli uomini in cambio dell'annientamento dell'Agente Smith, il quale è uscito da qualsiasi controllo, si è già moltiplicato a dismisura in Matrix e la cui crescente influenza costituisce ormai una minaccia anche per le macchine stesse. A Zion le macchine cessano di attaccare e si fermano in una situazione di attesa.
Neo rientra in Matrix, connettendosi alla Sorgente, e inizia uno scontro con lo Smith nato dalla sovrascrittura dell'Oracolo, che grazie ai suoi nuovi poteri è in grado di affrontare Neo senza l'aiuto degli altri Smith, che si limitano ad assistere alla lotta. Dopo alcuni minuti di combattimento, nei quali nessuno riesce ad avere il sopravvento sull'altro, Smith sembra riuscire ad avere la meglio su Neo. Proprio allora l'Oracolo parla a Neo attraverso il suo avversario, ripetendogli l'enigmatica frase che gli aveva detto durante il loro ultimo incontro: "Tutto ciò che ha un inizio ha una fine, Neo". Neo a questo punto comprende che l'unico modo per sconfiggere Smith è lasciare che quest'ultimo lo elimini. Smith, dunque, si sovrascrive a Neo, che non oppone resistenza. Così facendo, Smith si ritrova a sua volta collegato al mainframe di Matrix attraverso il corpo fisico di Neo, e le macchine possono così cancellare l'Agente ribelle e tutte le sue copie dal sistema.
A Zion le macchine si ritirano e tutti comprendono che la ragione di tutto ciò è dovuta alla riuscita della missione di Neo. Quest'ultimo, morto, viene trasportato via dalle macchine, in una sorta di processione funebre. Nelle scene finali, il sistema viene riparato, e gli umani e i programmi sovrascritti da Smith vengono ripristinati. Inoltre, l'Oracolo e l'Architetto si incontrano, e quest'ultimo promette che le macchine, rispettando la loro parte del patto, concederanno d'ora in avanti la libertà agli uomini imprigionati che preferiscono abbandonare il mondo virtuale di Matrix e unirsi agli abitanti di Zion.

## Produzione
Non ci sono titoli di testa, al di là dei loghi di produzione e il nome del film. Nel contratto per la realizzazione di questo film e di Matrix Reloaded, le sorelle Wachowski hanno incluso una clausola per la quale non avrebbero potuto ricevere alcuna intervista dai media. L'attrice che nel terzo capitolo di Matrix interpreta l'Oracolo (Mary Alice) non è la medesima dei due capitoli precedenti, in quanto Gloria Foster morì proprio nel periodo in cui le riprese di Matrix Revolutions erano ancora in corso. Nello screenplay si ovvia a questa mancanza tramite un espediente, ovvero la punizione delle macchine nei confronti dell'Oracolo, la quale risulta alterata nelle sue sembianze corporee e, a suo dire, ha perso "qualche bit".
I cartelloni pubblicitari, nella scena dell'inseguimento nel sottopassaggio della metropolitana sono stati aggiunti in post-produzione (mossa di product placement) e, durante le riprese, gli spazi d'affissione sono stati occupati da manifesti rovinati di un film immaginario chiamato "Burly Men" (letteralmente "omaccioni"), interpretato da Keanu Reeves, Laurence Fishburne e Hugo Weaving.
La storia di Matrix prosegue nel MMORPG The Matrix Online. La scritta MOBIL (AVE) che si legge sul muro della stazione della metropolitana, all'inizio dell'episodio, non è altro che l'anagramma della parola LIMBO (AVE). La capacità di mantenere la vista anche dopo essere stati accecati, unita al dono della preveggenza è molto simile alla stessa condizione di Paul Atreides protagonista dei primi romanzi del ciclo di Dune di Frank Herbert.
Nella scena del combattimento tra Smith e Neo, i cloni dell'Agente visibili dietro le finestre degli edifici sembrano essere ispirati al quadro Il mese della vendemmia di René Magritte, in cui appaiono i famosi "uomini in bombetta" creati dall'artista belga.

## Accoglienza

### Incassi
Matrix Revolutions debuttò al primo posto del botteghino nordamericano con un incasso di oltre $ 48 milioni nel suo primo weekend. 
Il film, comprese le successive riedizioni, ha incassato 139313948 $  negli Stati Uniti e 288030377 $ all'estero, per un totale di 429564381 $ in tutto il mondo, circa la metà di Matrix Reloaded e poco meno del primo capitolo. Fu l'ottavo più alto incasso del 2003.

### Critica
Il film fu accolto in maniera decisamente più fredda rispetto ai primi due. Il sito Rotten Tomatoes gli ha dato una valutazione pari a 34% basandosi su 218 recensioni, con un punteggio medio di 5.3/10. Il consenso recita: "Una conclusione deludente per la trilogia di Matrix in cui personaggi e idee passano in secondo piano rispetto agli effetti speciali". Su Metacritic ha invece un punteggio di 47 basato su 41 recensioni.

## Sequel
Parlando a proposito di possibili sviluppi futuri della serie, Keanu Reeves ammise: «Lo so di deludere migliaia di fan, ma non credo che Neo abbia ancora qualcosa da raccontare. Per me è stata una bellissima esperienza, felicemente conclusa», ponendo fine alle indiscrezioni riguardantigli. Si era parlato nel 2009 di The Matrix: Resurrection, con James McTeigue alla regia e il duo Alex Kurtzman-Roberto Orci alla sceneggiatura, su produzione di Joel Silver; ma in realtà l'intera faccenda si rivelò un pesce d'aprile orchestrato dal sito web di cinema Slashfilm. Due anni dopo si diffuse la notizia secondo cui le sorelle Wachowski erano al lavoro sul quarto episodio, ma si rivelò una fantasiosa voce di corridoio. Nel febbraio 2017 Keanu Reeves afferma di essere pronto all'ipotesi di un quarto capitolo, ma solo a patto che siano le sorelle Wachowski a scriverlo e dirigerlo. A marzo 2017 lo sceneggiatore Zak Penn afferma di essere coinvolto nella stesura di un nuovo film ambientato nell'Universo di Matrix, con Michael B. Jordan in mente come possibile protagonista. A marzo 2018, in occasione dell'uscita del film Ready Player One, Zak Penn conferma di essere al lavoro su un nuovo capitolo di Matrix.
Ad agosto 2019 viene confermato ufficialmente il quarto capitolo, con Keanu Reeves e Carrie-Anne Moss che riprenderanno rispettivamente i ruoli di Neo e Trinity. Il film, le cui riprese sono iniziate nel 2020, è diretto da Lana Wachowski.. Viene svelato il titolo del nuovo film: Matrix Resurrections, uscito nelle sale statunitensi e su HBO Max il 12 dicembre 2021.